# تيري أو. مورس
تيري أو. مورس (بالإنجليزية: Terry O. Morse)‏ هو مونتير ومخرج أمريكي، ولد في 30 يناير 1906 في سانت لويس في الولايات المتحدة، وتوفي في 19 مايو 1984 في نيوهال ‏ في الولايات المتحدة.

## وصلات خارجية
- تيري أو. مورس على موقع IMDb (الإنجليزية)
- تيري أو. مورس على موقع ألو سيني (الفرنسية)
- تيري أو. مورس على موقع ميوزك برينز (الإنجليزية)
- تيري أو. مورس على موقع تيرنر كلاسيك موفيز (الإنجليزية)
- تيري أو. مورس على موقع قاعدة بيانات الأفلام السويدية (السويدية)
- تيري أو. مورس على موقع قاعدة بيانات الفيلم (الإنجليزية)
- تيري أو. مورس على موقع كينوبويسك (الروسية)